# Cicindela wickhami
Cicindela wickhami este o specie de insecte coleoptere descrisă de Walther Hermann Richard Horn în anul 1903. Cicindela wickhami face parte din genul Cicindela, familia Carabidae. Această specie nu are alte subspecii cunoscute.